# Агент Ориндж
Agent Orange (произн. ейджънт ориндж, в превод от английски: „оранжев реагент“, в български източници разпространено и като „Агент Ориндж“, „Агент Оранж“) е името на хербицид-дефолиант, използван от армията на САЩ по време на Виетнамската война. Разпръскван е със самолети над джунглите на Виетнам, Лаос и Камбоджа. Този хербицид причинява окапване на листната маса на дърветата, като по този начин се разкриват позициите на виетнамските войски и техните продоволствени бази.
Agent Orange е само една от хербицидните рецептури, използвани от американската армия. Наред с него са използвани и Orange II, Purple, Green, Dinoksol и Trinoksol. Всички те представляват смес от естери на дихлоро- и трихлорфеноксиоцетна киселина, примесени с диоксини.
Според официални данни на армията на САЩ в рамките на операция „Ranch Hand“ са разпръснати 57 000 тона от тези хербициди, в които се съдържат около 500 kg диоксин. Според други изчисления количеството диоксин е около 170 kg.
Скоро след това започват да се появяват многобройни съобщения за масови поражения на мирното население, а също така и сред американските и австралийски войници. Разкрива се негативният ефект на този хербицид и неговите микропримеси върху детеродните функции на жените, неговото мутагенно, тератогенно и ембриотоксично действие. Оказва се, че Agent Orange предизвиква рак и ужасяващи генетични изменения, водещи до раждане на деца с увреждания поколения наред.